# Lista över fornlämningar i Boxholms kommun
Lista över fornlämningar i Boxholms kommun är en förteckning av ett urval av de fornlämningar som finns i Boxholms kommun.

## Blåvik
| Namn       | Lämningstyp  | Tillkomsttid | Historisk indelning  | Plats | Läge                 | ID-nr          | Bild                                 |
| ---------- | ------------ | ------------ | -------------------- | ----- | -------------------- | -------------- | ------------------------------------ |
| Blåvik 9:1 | Stensättning |              | Blåvik, Östergötland |       | 58.058936, 15.051141 | 10040700090001 | Ladda upp en bild av detta fornminne |
| Blåvik 9:2 | Stensättning |              | Blåvik, Östergötland |       | 58.058829, 15.051059 | 10040700090002 | Ladda upp en bild av detta fornminne |

## Ekeby
| Namn                      | Lämningstyp                      | Tillkomsttid | Historisk indelning | Plats | Läge                 | ID-nr          | Bild                                      |
| ------------------------- | -------------------------------- | ------------ | ------------------- | ----- | -------------------- | -------------- | ----------------------------------------- |
| Ekeby 4:1                 | Stenkammargrav                   |              | Ekeby, Östergötland |       | 58.250448, 15.082231 | 10041400040001 | Ladda upp en bild av detta fornminne      |
| Ekeby 5:1                 | Gravfält                         |              | Ekeby, Östergötland |       | 58.241043, 15.081959 | 10041400050001 | Ladda upp en bild av detta fornminne      |
| Trimplaberget (Ekeby 9:1) | Fornborg                         |              | Ekeby, Östergötland |       | 58.229886, 15.075573 | 10041400090001 | Ladda upp en bild av detta fornminne      |
| Ekeby 28:1                | Stensättning                     |              | Ekeby, Östergötland |       | 58.257119, 15.048032 | 10041400280001 | Ladda upp en bild av detta fornminne      |
| Ekeby 28:2                | Stensättning                     |              | Ekeby, Östergötland |       | 58.256945, 15.047643 | 10041400280002 | Ladda upp en bild av detta fornminne      |
| Ekeby 29:1                | Stensättning                     |              | Ekeby, Östergötland |       | 58.257467, 15.046907 | 10041400290001 | Ladda upp en bild av detta fornminne      |
| Ekeby 30:1                | Gravfält                         |              | Ekeby, Östergötland |       | 58.256774, 15.051039 | 10041400300001 | Ladda upp en bild av detta fornminne      |
| Ekeby 31:1                | Stensättning                     |              | Ekeby, Östergötland |       | 58.260423, 15.046799 | 10041400310001 | Ladda upp en bild av detta fornminne      |
| Ekeby 31:4                | Stensättning                     |              | Ekeby, Östergötland |       | 58.260488, 15.046403 | 10041400310004 | Ladda upp en bild av detta fornminne      |
| Ekeby 32:1                | Stensättning                     |              | Ekeby, Östergötland |       | 58.258594, 15.045602 | 10041400320001 | Ladda upp en bild av detta fornminne      |
| Ekeby 32:2                | Stensättning                     |              | Ekeby, Östergötland |       | 58.258804, 15.045360 | 10041400320002 | Ladda upp en bild av detta fornminne      |
| Ekeby 33:1                | Stensättning                     |              | Ekeby, Östergötland |       | 58.259354, 15.039416 | 10041400330001 | Ladda upp en bild av detta fornminne      |
| Ekeby 33:2                | Stensättning                     |              | Ekeby, Östergötland |       | 58.259262, 15.040122 | 10041400330002 | Ladda upp en bild av detta fornminne      |
| Ekeby 33:3                | Stensättning                     |              | Ekeby, Östergötland |       | 58.258797, 15.040281 | 10041400330003 | Ladda upp en bild av detta fornminne      |
| Ög 68 (Ekeby 34:1)        | Runristning                      |              | Ekeby, Östergötland |       | 58.251791, 15.045972 | 10041400340001 | Ladda upp en till bild av detta fornminne |
| Ög 70 (Ekeby 34:2)        | Runristning                      |              | Ekeby, Östergötland |       | 58.252080, 15.046709 | 10041400340002 | Ladda upp en till bild av detta fornminne |
| Ög 67 (Ekeby 34:3)        | Runristning                      |              | Ekeby, Östergötland |       | 58.252100, 15.046818 | 10041400340003 | Ladda upp en till bild av detta fornminne |
| Ög 69 (Ekeby 34:4)        | Runristning                      |              | Ekeby, Östergötland |       | 58.252102, 15.046920 | 10041400340004 | Ladda upp en till bild av detta fornminne |
| Ekeby 35:1                | Stensättning                     |              | Ekeby, Östergötland |       | 58.255483, 15.054212 | 10041400350001 | Ladda upp en bild av detta fornminne      |
| Ekeby 35:2                | Stensättning                     |              | Ekeby, Östergötland |       | 58.255751, 15.054116 | 10041400350002 | Ladda upp en bild av detta fornminne      |
| Ekeby 50:1                | Stensättning                     |              | Ekeby, Östergötland |       | 58.194784, 15.029897 | 10041400500001 | Ladda upp en bild av detta fornminne      |
| Ekeby 51:1                | Stensättning                     |              | Ekeby, Östergötland |       | 58.211252, 15.014372 | 10041400510001 | Ladda upp en bild av detta fornminne      |
| Ekeby 52:1                | Stensättning                     |              | Ekeby, Östergötland |       | 58.205517, 15.039079 | 10041400520001 | Ladda upp en bild av detta fornminne      |
| Ekeby 53:1                | Stensättning                     |              | Ekeby, Östergötland |       | 58.215957, 15.028809 | 10041400530001 | Ladda upp en bild av detta fornminne      |
| Ekeby 53:2                | Stensättning                     |              | Ekeby, Östergötland |       | 58.216029, 15.029006 | 10041400530002 | Ladda upp en bild av detta fornminne      |
| Ekeby 54:1                | Stensättning                     |              | Ekeby, Östergötland |       | 58.228148, 15.036069 | 10041400540001 | Ladda upp en bild av detta fornminne      |
| Ekeby 54:3                | Stensättning                     |              | Ekeby, Östergötland |       | 58.228042, 15.035665 | 10041400540003 | Ladda upp en bild av detta fornminne      |
| Ekeby 55:1                | Stensättning                     |              | Ekeby, Östergötland |       | 58.224690, 15.033452 | 10041400550001 | Ladda upp en bild av detta fornminne      |
| Ekeby 55:2                | Stensättning                     |              | Ekeby, Östergötland |       | 58.224809, 15.033515 | 10041400550002 | Ladda upp en bild av detta fornminne      |
| Ekeby 56:1                | Stensättning                     |              | Ekeby, Östergötland |       | 58.224204, 15.033275 | 10041400560001 | Ladda upp en bild av detta fornminne      |
| Ekeby 56:2                | Stensättning                     |              | Ekeby, Östergötland |       | 58.223811, 15.033230 | 10041400560002 | Ladda upp en bild av detta fornminne      |
| Ekeby 56:3                | Stensättning                     |              | Ekeby, Östergötland |       | 58.223616, 15.033553 | 10041400560003 | Ladda upp en bild av detta fornminne      |
| Ekeby 57:1                | Stensättning                     |              | Ekeby, Östergötland |       | 58.217136, 15.029907 | 10041400570001 | Ladda upp en bild av detta fornminne      |
| Ekeby 57:2                | Stensättning                     |              | Ekeby, Östergötland |       | 58.217026, 15.029827 | 10041400570002 | Ladda upp en bild av detta fornminne      |
| Ekeby 57:3                | Stensättning                     |              | Ekeby, Östergötland |       | 58.216946, 15.029529 | 10041400570003 | Ladda upp en bild av detta fornminne      |
| Ekeby 57:4                | Stensättning                     |              | Ekeby, Östergötland |       | 58.216996, 15.029218 | 10041400570004 | Ladda upp en bild av detta fornminne      |
| Ekeby 57:5                | Stensättning                     |              | Ekeby, Östergötland |       | 58.216709, 15.028712 | 10041400570005 | Ladda upp en bild av detta fornminne      |
| Ekeby 59:1                | Stensättning                     |              | Ekeby, Östergötland |       | 58.221664, 15.031608 | 10041400590001 | Ladda upp en bild av detta fornminne      |
| Ekeby 59:2                | Stensättning                     |              | Ekeby, Östergötland |       | 58.221547, 15.031545 | 10041400590002 | Ladda upp en bild av detta fornminne      |
| Ekeby 59:3                | Stensättning                     |              | Ekeby, Östergötland |       | 58.221392, 15.031507 | 10041400590003 | Ladda upp en bild av detta fornminne      |
| Ekeby 60:1                | Stensättning                     |              | Ekeby, Östergötland |       | 58.222035, 15.032713 | 10041400600001 | Ladda upp en bild av detta fornminne      |
| Ekeby 62:1                | Stensättning                     |              | Ekeby, Östergötland |       | 58.217120, 15.006545 | 10041400620001 | Ladda upp en bild av detta fornminne      |
| Ekeby 62:2                | Stensättning                     |              | Ekeby, Östergötland |       | 58.217027, 15.006597 | 10041400620002 | Ladda upp en bild av detta fornminne      |
| Ekeby 62:3                | Stensättning                     |              | Ekeby, Östergötland |       | 58.217267, 15.006372 | 10041400620003 | Ladda upp en bild av detta fornminne      |
| Kohagsberget (Ekeby 64:1) | Fornborg                         |              | Ekeby, Östergötland |       | 58.221040, 15.004957 | 10041400640001 | Ladda upp en bild av detta fornminne      |
| Ekeby 66:1                | Gravfält                         |              | Ekeby, Östergötland |       | 58.223276, 15.006646 | 10041400660001 | Ladda upp en bild av detta fornminne      |
| Ekeby 68:1                | Stenkammargrav                   |              | Ekeby, Östergötland |       | 58.221020, 15.008273 | 10041400680001 | Ladda upp en bild av detta fornminne      |
| Ekeby 68:2                | Grav markerad av sten/block      |              | Ekeby, Östergötland |       | 58.220902, 15.008214 | 10041400680002 | Ladda upp en bild av detta fornminne      |
| Ekeby 69:1                | Stensättning                     |              | Ekeby, Östergötland |       | 58.224731, 15.007672 | 10041400690001 | Ladda upp en bild av detta fornminne      |
| Ekeby 69:2                | Stensättning                     |              | Ekeby, Östergötland |       | 58.224797, 15.008070 | 10041400690002 | Ladda upp en bild av detta fornminne      |
| Ekeby 70:1                | Stensättning                     |              | Ekeby, Östergötland |       | 58.225525, 15.006556 | 10041400700001 | Ladda upp en bild av detta fornminne      |
| Ekeby 71:1                | Stensättning                     |              | Ekeby, Östergötland |       | 58.233801, 15.003611 | 10041400710001 | Ladda upp en bild av detta fornminne      |
| Ekeby 71:2                | Stensättning                     |              | Ekeby, Östergötland |       | 58.233744, 15.003436 | 10041400710002 | Ladda upp en bild av detta fornminne      |
| Ekeby 73:1                | Stensättning                     |              | Ekeby, Östergötland |       | 58.228491, 15.009274 | 10041400730001 | Ladda upp en bild av detta fornminne      |
| Ekeby 73:4                | Stensättning                     |              | Ekeby, Östergötland |       | 58.228777, 15.008009 | 10041400730004 | Ladda upp en bild av detta fornminne      |
| Ekeby 74:1                | Stensättning                     |              | Ekeby, Östergötland |       | 58.227815, 15.015183 | 10041400740001 | Ladda upp en bild av detta fornminne      |
| Ekeby 75:1                | Stensättning                     |              | Ekeby, Östergötland |       | 58.228505, 15.014791 | 10041400750001 | Ladda upp en bild av detta fornminne      |
| Ekeby 75:4                | Stensättning                     |              | Ekeby, Östergötland |       | 58.228549, 15.014262 | 10041400750004 | Ladda upp en bild av detta fornminne      |
| Ekeby 75:5                | Stensättning                     |              | Ekeby, Östergötland |       | 58.228708, 15.014342 | 10041400750005 | Ladda upp en bild av detta fornminne      |
| Ekeby 76:1                | Stensättning                     |              | Ekeby, Östergötland |       | 58.228914, 15.015813 | 10041400760001 | Ladda upp en bild av detta fornminne      |
| Ekeby 78:1                | Stensättning                     |              | Ekeby, Östergötland |       | 58.227856, 15.013470 | 10041400780001 | Ladda upp en bild av detta fornminne      |
| Ekeby 79:1                | Stensättning                     |              | Ekeby, Östergötland |       | 58.228606, 15.013165 | 10041400790001 | Ladda upp en bild av detta fornminne      |
| Ekeby 80:2                | Stensättning                     |              | Ekeby, Östergötland |       | 58.228601, 15.011772 | 10041400800002 | Ladda upp en bild av detta fornminne      |
| Ekeby 81:1                | Stensättning                     |              | Ekeby, Östergötland |       | 58.229473, 15.013427 | 10041400810001 | Ladda upp en bild av detta fornminne      |
| Ekeby 86:1                | Stensättning                     |              | Ekeby, Östergötland |       | 58.230063, 15.007936 | 10041400860001 | Ladda upp en bild av detta fornminne      |
| Ekeby 96:1                | Stensättning                     |              | Ekeby, Östergötland |       | 58.219787, 15.005814 | 10041400960001 | Ladda upp en bild av detta fornminne      |
| Ekeby 96:2                | Stensättning                     |              | Ekeby, Östergötland |       | 58.219860, 15.005755 | 10041400960002 | Ladda upp en bild av detta fornminne      |
| Ekeby 97:1                | Husgrund, förhistorisk/medeltida |              | Ekeby, Östergötland |       | 58.240423, 15.034055 | 10041400970001 | Ladda upp en bild av detta fornminne      |
| Ekeby 102:1               | Gravfält                         |              | Ekeby, Östergötland |       | 58.265482, 15.096759 | 10041401020001 | Ladda upp en bild av detta fornminne      |
| Ekeby 104:1               | Gravfält                         |              | Ekeby, Östergötland |       | 58.266450, 15.097221 | 10041401040001 | Ladda upp en bild av detta fornminne      |
| Ekeby 108:1               | Grav markerad av sten/block      |              | Ekeby, Östergötland |       | 58.271495, 15.092329 | 10041401080001 | Ladda upp en bild av detta fornminne      |
| Ekeby 108:2               | Grav markerad av sten/block      |              | Ekeby, Östergötland |       | 58.271555, 15.092252 | 10041401080002 | Ladda upp en bild av detta fornminne      |
| Ekeby 109:1               | Stensättning                     |              | Ekeby, Östergötland |       | 58.272039, 15.094656 | 10041401090001 | Ladda upp en bild av detta fornminne      |
| Ekeby 109:2               | Stensättning                     |              | Ekeby, Östergötland |       | 58.272208, 15.095187 | 10041401090002 | Ladda upp en bild av detta fornminne      |
| Ekeby 109:3               | Stensättning                     |              | Ekeby, Östergötland |       | 58.272201, 15.094734 | 10041401090003 | Ladda upp en bild av detta fornminne      |
| Ekeby 109:4               | Stensättning                     |              | Ekeby, Östergötland |       | 58.272133, 15.094432 | 10041401090004 | Ladda upp en bild av detta fornminne      |
| Ekeby 118:1               | Stenkammargrav                   |              | Ekeby, Östergötland |       | 58.259477, 14.976348 | 10041401180001 | Ladda upp en bild av detta fornminne      |
| Ekeby 121:1               | Stensättning                     |              | Ekeby, Östergötland |       | 58.260143, 14.984306 | 10041401210001 | Ladda upp en bild av detta fornminne      |
| Ekeby 123:1               | Stensättning                     |              | Ekeby, Östergötland |       | 58.258633, 14.988352 | 10041401230001 | Ladda upp en bild av detta fornminne      |
| Ekeby 123:2               | Stensättning                     |              | Ekeby, Östergötland |       | 58.258859, 14.988212 | 10041401230002 | Ladda upp en bild av detta fornminne      |
| Ekeby 125:1               | Stensättning                     |              | Ekeby, Östergötland |       | 58.252737, 14.985205 | 10041401250001 | Ladda upp en bild av detta fornminne      |
| Ekeby 125:2               | Stensättning                     |              | Ekeby, Östergötland |       | 58.252667, 14.984937 | 10041401250002 | Ladda upp en bild av detta fornminne      |
| Ekeby 127:1               | Stensättning                     |              | Ekeby, Östergötland |       | 58.256716, 15.016172 | 10041401270001 | Ladda upp en bild av detta fornminne      |
| Ekeby 128:1               | Stensättning                     |              | Ekeby, Östergötland |       | 58.256407, 15.017885 | 10041401280001 | Ladda upp en bild av detta fornminne      |
| Ekeby 128:2               | Stensättning                     |              | Ekeby, Östergötland |       | 58.256603, 15.018018 | 10041401280002 | Ladda upp en bild av detta fornminne      |
| Ekeby 128:3               | Stensättning                     |              | Ekeby, Östergötland |       | 58.256720, 15.017919 | 10041401280003 | Ladda upp en bild av detta fornminne      |
| Ekeby 129:1               | Stensättning                     |              | Ekeby, Östergötland |       | 58.256192, 15.019346 | 10041401290001 | Ladda upp en bild av detta fornminne      |
| Ekeby 129:2               | Stensättning                     |              | Ekeby, Östergötland |       | 58.256298, 15.019534 | 10041401290002 | Ladda upp en bild av detta fornminne      |
| Ekeby 129:3               | Stensättning                     |              | Ekeby, Östergötland |       | 58.256540, 15.019080 | 10041401290003 | Ladda upp en bild av detta fornminne      |
| Ekeby 130:1               | Stensättning                     |              | Ekeby, Östergötland |       | 58.257545, 15.018344 | 10041401300001 | Ladda upp en bild av detta fornminne      |
| Ekeby 130:2               | Stensättning                     |              | Ekeby, Östergötland |       | 58.257593, 15.018083 | 10041401300002 | Ladda upp en bild av detta fornminne      |
| Ekeby 131:1               | Stensättning                     |              | Ekeby, Östergötland |       | 58.257202, 15.019036 | 10041401310001 | Ladda upp en bild av detta fornminne      |
| Ekeby 132:1               | Stensättning                     |              | Ekeby, Östergötland |       | 58.256248, 15.021491 | 10041401320001 | Ladda upp en bild av detta fornminne      |
| Ekeby 132:2               | Stensättning                     |              | Ekeby, Östergötland |       | 58.256246, 15.021205 | 10041401320002 | Ladda upp en bild av detta fornminne      |
| Ekeby 135:1               | Stensättning                     |              | Ekeby, Östergötland |       | 58.259582, 15.028569 | 10041401350001 | Ladda upp en bild av detta fornminne      |
| Ekeby 136:1               | Stensättning                     |              | Ekeby, Östergötland |       | 58.259039, 15.028340 | 10041401360001 | Ladda upp en bild av detta fornminne      |
| Ekeby 136:2               | Stensättning                     |              | Ekeby, Östergötland |       | 58.259043, 15.028589 | 10041401360002 | Ladda upp en bild av detta fornminne      |
| Ekeby 137:1               | Stensättning                     |              | Ekeby, Östergötland |       | 58.257677, 15.027867 | 10041401370001 | Ladda upp en bild av detta fornminne      |
| Ekeby 138:1               | Stensättning                     |              | Ekeby, Östergötland |       | 58.248787, 15.019878 | 10041401380001 | Ladda upp en bild av detta fornminne      |
| Ekeby 139:1               | Stensättning                     |              | Ekeby, Östergötland |       | 58.249201, 15.018901 | 10041401390001 | Ladda upp en bild av detta fornminne      |
| Ekeby 140:1               | Gravfält                         |              | Ekeby, Östergötland |       | 58.240988, 15.033281 | 10041401400001 | Ladda upp en bild av detta fornminne      |
| Ekeby 141:1               | Gravfält                         |              | Ekeby, Östergötland |       | 58.241305, 15.035387 | 10041401410001 | Ladda upp en bild av detta fornminne      |
| Ekeby 141:2               | Stensättning                     |              | Ekeby, Östergötland |       | 58.240965, 15.035708 | 10041401410002 | Ladda upp en bild av detta fornminne      |
| Ekeby 141:3               | Stensättning                     |              | Ekeby, Östergötland |       | 58.240946, 15.035940 | 10041401410003 | Ladda upp en bild av detta fornminne      |
| Ekeby 141:4               | Stensättning                     |              | Ekeby, Östergötland |       | 58.240786, 15.035456 | 10041401410004 | Ladda upp en bild av detta fornminne      |
| Ekeby 141:5               | Stensättning                     |              | Ekeby, Östergötland |       | 58.240842, 15.035229 | 10041401410005 | Ladda upp en bild av detta fornminne      |
| Ekeby 142:1               | Stensättning                     |              | Ekeby, Östergötland |       | 58.240517, 15.020184 | 10041401420001 | Ladda upp en bild av detta fornminne      |
| Ekeby 142:2               | Stensättning                     |              | Ekeby, Östergötland |       | 58.240775, 15.020595 | 10041401420002 | Ladda upp en bild av detta fornminne      |
| Ekeby 144:1               | Stensättning                     |              | Ekeby, Östergötland |       | 58.241427, 15.015831 | 10041401440001 | Ladda upp en bild av detta fornminne      |
| Ekeby 147:1               | Stensättning                     |              | Ekeby, Östergötland |       | 58.244640, 15.017397 | 10041401470001 | Ladda upp en bild av detta fornminne      |
| Ekeby 147:2               | Stensättning                     |              | Ekeby, Östergötland |       | 58.244187, 15.017012 | 10041401470002 | Ladda upp en bild av detta fornminne      |
| Ekeby 148:1               | Stensättning                     |              | Ekeby, Östergötland |       | 58.243616, 15.016155 | 10041401480001 | Ladda upp en bild av detta fornminne      |
| Ekeby 150:1               | Stensättning                     |              | Ekeby, Östergötland |       | 58.246747, 15.015267 | 10041401500001 | Ladda upp en bild av detta fornminne      |
| Ekeby 151:1               | Stensättning                     |              | Ekeby, Östergötland |       | 58.250194, 14.999210 | 10041401510001 | Ladda upp en bild av detta fornminne      |
| Ekeby 151:2               | Stensättning                     |              | Ekeby, Östergötland |       | 58.250040, 14.999659 | 10041401510002 | Ladda upp en bild av detta fornminne      |
| Ekeby 152:1               | Stensättning                     |              | Ekeby, Östergötland |       | 58.250558, 15.001797 | 10041401520001 | Ladda upp en bild av detta fornminne      |
| Ekeby 156:1               | Stensättning                     |              | Ekeby, Östergötland |       | 58.263440, 14.985177 | 10041401560001 | Ladda upp en bild av detta fornminne      |
| Ekeby 157:1               | Röse                             |              | Ekeby, Östergötland |       | 58.264897, 14.981084 | 10041401570001 | Ladda upp en bild av detta fornminne      |
| Ekeby 157:2               | Stensättning                     |              | Ekeby, Östergötland |       | 58.265165, 14.980719 | 10041401570002 | Ladda upp en bild av detta fornminne      |
| Ekeby 158:1               | Stensättning                     |              | Ekeby, Östergötland |       | 58.261745, 15.000367 | 10041401580001 | Ladda upp en bild av detta fornminne      |
| Ekeby 158:2               | Stensättning                     |              | Ekeby, Östergötland |       | 58.262078, 15.000387 | 10041401580002 | Ladda upp en bild av detta fornminne      |
| Ekeby 158:3               | Stensättning                     |              | Ekeby, Östergötland |       | 58.262336, 15.000055 | 10041401580003 | Ladda upp en bild av detta fornminne      |
| Ekeby 159:1               | Gravfält                         |              | Ekeby, Östergötland |       | 58.260750, 15.000554 | 10041401590001 | Ladda upp en bild av detta fornminne      |
| Ekeby 162:1               | Stensättning                     |              | Ekeby, Östergötland |       | 58.263506, 15.003457 | 10041401620001 | Ladda upp en bild av detta fornminne      |
| Ekeby 163:1               | Stensättning                     |              | Ekeby, Östergötland |       | 58.263064, 15.004542 | 10041401630001 | Ladda upp en bild av detta fornminne      |
| Ekeby 164:1               | Stensättning                     |              | Ekeby, Östergötland |       | 58.261929, 15.003134 | 10041401640001 | Ladda upp en bild av detta fornminne      |
| Ekeby 164:2               | Stensättning                     |              | Ekeby, Östergötland |       | 58.261805, 15.003112 | 10041401640002 | Ladda upp en bild av detta fornminne      |
| Ekeby 165:1               | Stensättning                     |              | Ekeby, Östergötland |       | 58.262523, 15.006328 | 10041401650001 | Ladda upp en bild av detta fornminne      |
| Ekeby 165:2               | Stensättning                     |              | Ekeby, Östergötland |       | 58.262616, 15.006588 | 10041401650002 | Ladda upp en bild av detta fornminne      |
| Ekeby 165:3               | Stensättning                     |              | Ekeby, Östergötland |       | 58.262477, 15.006823 | 10041401650003 | Ladda upp en bild av detta fornminne      |
| Ekeby 165:4               | Stensättning                     |              | Ekeby, Östergötland |       | 58.262364, 15.007050 | 10041401650004 | Ladda upp en bild av detta fornminne      |
| Ekeby 166:1               | Stensättning                     |              | Ekeby, Östergötland |       | 58.262316, 15.003403 | 10041401660001 | Ladda upp en bild av detta fornminne      |
| Ekeby 167:1               | Stensättning                     |              | Ekeby, Östergötland |       | 58.264051, 15.006594 | 10041401670001 | Ladda upp en bild av detta fornminne      |
| Ekeby 168:1               | Gravfält                         |              | Ekeby, Östergötland |       | 58.265004, 15.005907 | 10041401680001 | Ladda upp en bild av detta fornminne      |
| Ekeby 178:1               | Stensättning                     |              | Ekeby, Östergötland |       | 58.179063, 15.015550 | 10041401780001 | Ladda upp en bild av detta fornminne      |
| Ekeby 185:1               | Stensättning                     |              | Ekeby, Östergötland |       | 58.257078, 15.016106 | 10041401850001 | Ladda upp en bild av detta fornminne      |
| Ekeby 186:1               | Stensättning                     |              | Ekeby, Östergötland |       | 58.257930, 14.985617 | 10041401860001 | Ladda upp en bild av detta fornminne      |
| Ekeby 187:1               | Stensättning                     |              | Ekeby, Östergötland |       | 58.258886, 14.983976 | 10041401870001 | Ladda upp en bild av detta fornminne      |
| Ekeby 187:2               | Stensättning                     |              | Ekeby, Östergötland |       | 58.258720, 14.984541 | 10041401870002 | Ladda upp en bild av detta fornminne      |
| Ekeby 188:1               | Stensättning                     |              | Ekeby, Östergötland |       | 58.261176, 15.001027 | 10041401880001 | Ladda upp en bild av detta fornminne      |
| Ekeby 189:1               | Stensättning                     |              | Ekeby, Östergötland |       | 58.260815, 14.999766 | 10041401890001 | Ladda upp en bild av detta fornminne      |
| Ekeby 189:2               | Stensättning                     |              | Ekeby, Östergötland |       | 58.260669, 14.999949 | 10041401890002 | Ladda upp en bild av detta fornminne      |
| Ekeby 189:3               | Stensättning                     |              | Ekeby, Östergötland |       | 58.260635, 14.999200 | 10041401890003 | Ladda upp en bild av detta fornminne      |
| Ekeby 190:1               | Stensättning                     |              | Ekeby, Östergötland |       | 58.252601, 14.988018 | 10041401900001 | Ladda upp en bild av detta fornminne      |
| Ekeby 191:1               | Stensättning                     |              | Ekeby, Östergötland |       | 58.246227, 15.015171 | 10041401910001 | Ladda upp en bild av detta fornminne      |
| Ekeby 191:2               | Stensättning                     |              | Ekeby, Östergötland |       | 58.246154, 15.015500 | 10041401910002 | Ladda upp en bild av detta fornminne      |
| Ekeby 191:3               | Stensättning                     |              | Ekeby, Östergötland |       | 58.246198, 15.015829 | 10041401910003 | Ladda upp en bild av detta fornminne      |
| Ekeby 193:1               | Stenkrets                        |              | Ekeby, Östergötland |       | 58.229292, 15.022288 | 10041401930001 | Ladda upp en bild av detta fornminne      |
| Ekeby 193:2               | Stensättning                     |              | Ekeby, Östergötland |       | 58.229455, 15.022143 | 10041401930002 | Ladda upp en bild av detta fornminne      |
| Ekeby 194:1               | Stensättning                     |              | Ekeby, Östergötland |       | 58.216331, 15.028296 | 10041401940001 | Ladda upp en bild av detta fornminne      |
| Ekeby 194:2               | Stensättning                     |              | Ekeby, Östergötland |       | 58.216318, 15.028871 | 10041401940002 | Ladda upp en bild av detta fornminne      |
| Ekeby 195:1               | Stensättning                     |              | Ekeby, Östergötland |       | 58.240356, 15.034749 | 10041401950001 | Ladda upp en bild av detta fornminne      |
| Ekeby 195:2               | Stensättning                     |              | Ekeby, Östergötland |       | 58.240261, 15.034860 | 10041401950002 | Ladda upp en bild av detta fornminne      |
| Ekeby 199:1               | Stensättning                     |              | Ekeby, Östergötland |       | 58.253366, 15.024629 | 10041401990001 | Ladda upp en bild av detta fornminne      |
| Ekeby 205:1               | Stensättning                     |              | Ekeby, Östergötland |       | 58.259603, 15.046625 | 10041402050001 | Ladda upp en bild av detta fornminne      |
| Ekeby 206:1               | Gravfält                         |              | Ekeby, Östergötland |       | 58.258946, 15.046224 | 10041402060001 | Ladda upp en bild av detta fornminne      |
| Ekeby 210:1               | Stensättning                     |              | Ekeby, Östergötland |       | 58.179166, 15.016888 | 10041402100001 | Ladda upp en bild av detta fornminne      |
| Ekeby 210:2               | Stensättning                     |              | Ekeby, Östergötland |       | 58.179337, 15.016363 | 10041402100002 | Ladda upp en bild av detta fornminne      |
| Ekeby 211:1               | Stensättning                     |              | Ekeby, Östergötland |       | 58.249768, 15.094662 | 10041402110001 | Ladda upp en bild av detta fornminne      |
| Ekeby 214:1               | Stensättning                     |              | Ekeby, Östergötland |       | 58.257693, 14.985651 | 10041402140001 | Ladda upp en bild av detta fornminne      |
| Ekeby 215:1               | Stensättning                     |              | Ekeby, Östergötland |       | 58.156259, 14.997078 | 10041402150001 | Ladda upp en bild av detta fornminne      |
| Ekeby 216:1               | Hällristning                     |              | Ekeby, Östergötland |       | 58.257337, 15.044550 | 10041402160001 | Ladda upp en bild av detta fornminne      |
| Ekeby 216:2               | Hällristning                     |              | Ekeby, Östergötland |       | 58.257635, 15.044949 | 10041402160002 | Ladda upp en bild av detta fornminne      |
| Ekeby 216:3               | Hällristning                     |              | Ekeby, Östergötland |       | 58.257635, 15.044949 | 10041402160003 | Ladda upp en bild av detta fornminne      |
| Ekeby 217:1               | Hällristning                     |              | Ekeby, Östergötland |       | 58.252993, 15.044027 | 10041402170001 | Ladda upp en bild av detta fornminne      |
| Ekeby 218:1               | Stensättning                     |              | Ekeby, Östergötland |       | 58.259083, 15.035815 | 10041402180001 | Ladda upp en bild av detta fornminne      |
| Ekeby 219:1               | Stensättning                     |              | Ekeby, Östergötland |       | 58.257873, 15.038639 | 10041402190001 | Ladda upp en bild av detta fornminne      |
| Ekeby 219:2               | Stensättning                     |              | Ekeby, Östergötland |       | 58.258001, 15.038536 | 10041402190002 | Ladda upp en bild av detta fornminne      |
| Ekeby 220:1               | Stensättning                     |              | Ekeby, Östergötland |       | 58.259955, 15.034204 | 10041402200001 | Ladda upp en bild av detta fornminne      |
| Ekeby 220:2               | Stensättning                     |              | Ekeby, Östergötland |       | 58.259668, 15.034305 | 10041402200002 | Ladda upp en bild av detta fornminne      |
| Ekeby 220:3               | Stensättning                     |              | Ekeby, Östergötland |       | 58.259543, 15.034359 | 10041402200003 | Ladda upp en bild av detta fornminne      |
| Ekeby 220:4               | Stensättning                     |              | Ekeby, Östergötland |       | 58.259568, 15.034590 | 10041402200004 | Ladda upp en bild av detta fornminne      |
| Ekeby 220:5               | Stensättning                     |              | Ekeby, Östergötland |       | 58.259274, 15.034633 | 10041402200005 | Ladda upp en bild av detta fornminne      |
| Ekeby 220:6               | Stensättning                     |              | Ekeby, Östergötland |       | 58.259017, 15.034577 | 10041402200006 | Ladda upp en bild av detta fornminne      |
| Ekeby 220:7               | Stensättning                     |              | Ekeby, Östergötland |       | 58.259125, 15.033820 | 10041402200007 | Ladda upp en bild av detta fornminne      |
| Ekeby 220:8               | Stensättning                     |              | Ekeby, Östergötland |       | 58.259170, 15.034678 | 10041402200008 | Ladda upp en bild av detta fornminne      |
| Ekeby 221:1               | Hög                              |              | Ekeby, Östergötland |       | 58.252455, 15.048874 | 10041402210001 | Ladda upp en bild av detta fornminne      |
| Ekeby 221:2               | Stensättning                     |              | Ekeby, Östergötland |       | 58.252441, 15.049031 | 10041402210002 | Ladda upp en bild av detta fornminne      |
| Ekeby 221:3               | Stensättning                     |              | Ekeby, Östergötland |       | 58.252527, 15.049041 | 10041402210003 | Ladda upp en bild av detta fornminne      |
| Ekeby 224:1               | Stensättning                     |              | Ekeby, Östergötland |       | 58.265319, 15.005047 | 10041402240001 | Ladda upp en bild av detta fornminne      |
| Ekeby 224:2               | Stensättning                     |              | Ekeby, Östergötland |       | 58.265372, 15.005237 | 10041402240002 | Ladda upp en bild av detta fornminne      |
| Ekeby 225:1               | Stensättning                     |              | Ekeby, Östergötland |       | 58.263603, 15.005569 | 10041402250001 | Ladda upp en bild av detta fornminne      |
| Ekeby 226:1               | Stensättning                     |              | Ekeby, Östergötland |       | 58.260941, 15.011147 | 10041402260001 | Ladda upp en bild av detta fornminne      |
| Ekeby 227:1               | Stensättning                     |              | Ekeby, Östergötland |       | 58.257328, 15.014994 | 10041402270001 | Ladda upp en bild av detta fornminne      |
| Ekeby 228:1               | Stensättning                     |              | Ekeby, Östergötland |       | 58.259277, 14.996590 | 10041402280001 | Ladda upp en bild av detta fornminne      |
| Ekeby 229:1               | Stensättning                     |              | Ekeby, Östergötland |       | 58.250843, 15.007348 | 10041402290001 | Ladda upp en bild av detta fornminne      |
| Ekeby 230:1               | Stensättning                     |              | Ekeby, Östergötland |       | 58.258697, 14.995918 | 10041402300001 | Ladda upp en bild av detta fornminne      |
| Ekeby 231:1               | Gravfält                         |              | Ekeby, Östergötland |       | 58.259717, 14.995900 | 10041402310001 | Ladda upp en bild av detta fornminne      |
| Ekeby 232:1               | Stensättning                     |              | Ekeby, Östergötland |       | 58.261707, 14.976408 | 10041402320001 | Ladda upp en bild av detta fornminne      |
| Ekeby 233:1               | Stensättning                     |              | Ekeby, Östergötland |       | 58.243325, 15.014195 | 10041402330001 | Ladda upp en bild av detta fornminne      |
| Ekeby 234:1               | Stensättning                     |              | Ekeby, Östergötland |       | 58.242192, 15.015320 | 10041402340001 | Ladda upp en bild av detta fornminne      |
| Ekeby 236:1               | Stensättning                     |              | Ekeby, Östergötland |       | 58.241915, 15.017018 | 10041402360001 | Ladda upp en bild av detta fornminne      |
| Ekeby 237:1               | Stensättning                     |              | Ekeby, Östergötland |       | 58.243474, 15.017201 | 10041402370001 | Ladda upp en bild av detta fornminne      |
| Ekeby 238:1               | Hällristning                     |              | Ekeby, Östergötland |       | 58.218572, 15.008258 | 10041402380001 | Ladda upp en bild av detta fornminne      |
| Ekeby 238:2               | Hällristning                     |              | Ekeby, Östergötland |       | 58.217877, 15.008317 | 10041402380002 | Ladda upp en bild av detta fornminne      |
| Ekeby 238:3               | Hällristning                     |              | Ekeby, Östergötland |       | 58.218191, 15.008550 | 10041402380003 | Ladda upp en bild av detta fornminne      |
| Ekeby 239:1               | Hällristning                     |              | Ekeby, Östergötland |       | 58.219338, 15.007983 | 10041402390001 | Ladda upp en bild av detta fornminne      |
| Ekeby 239:2               | Hällristning                     |              | Ekeby, Östergötland |       | 58.219109, 15.008161 | 10041402390002 | Ladda upp en bild av detta fornminne      |
| Ekeby 240:1               | Hällristning                     |              | Ekeby, Östergötland |       | 58.227903, 15.019939 | 10041402400001 | Ladda upp en bild av detta fornminne      |
| Ekeby 244:1               | Stensättning                     |              | Ekeby, Östergötland |       | 58.273604, 15.093998 | 10041402440001 | Ladda upp en bild av detta fornminne      |
| Ekeby 244:2               | Stensättning                     |              | Ekeby, Östergötland |       | 58.273580, 15.094142 | 10041402440002 | Ladda upp en bild av detta fornminne      |
| Ekeby 250:1               | Stensättning                     |              | Ekeby, Östergötland |       | 58.222217, 15.009766 | 10041402500001 | Ladda upp en bild av detta fornminne      |
| Ekeby 251:1               | Stensättning                     |              | Ekeby, Östergötland |       | 58.256831, 14.978433 | 10041402510001 | Ladda upp en bild av detta fornminne      |
| Ekeby 262:1               | Hällristning                     |              | Ekeby, Östergötland |       | 58.253631, 15.051987 | 10041402620001 | Ladda upp en bild av detta fornminne      |
| Ekeby 267:1               | Stensättning                     |              | Ekeby, Östergötland |       | 58.257417, 14.999728 | 10041402670001 | Ladda upp en bild av detta fornminne      |
| Ekeby 268:1               | Hög                              |              | Ekeby, Östergötland |       | 58.250688, 15.012767 | 10041402680001 | Ladda upp en bild av detta fornminne      |
| Ekeby 269:1               | Stensättning                     |              | Ekeby, Östergötland |       | 58.262592, 14.979118 | 10041402690001 | Ladda upp en bild av detta fornminne      |
| Ekeby 270:1               | Stensättning                     |              | Ekeby, Östergötland |       | 58.264420, 14.979232 | 10041402700001 | Ladda upp en bild av detta fornminne      |
| Ekeby 277:1               | Stensättning                     |              | Ekeby, Östergötland |       | 58.261030, 14.983565 | 10041402770001 | Ladda upp en bild av detta fornminne      |
| Ekeby 278:1               | Stensättning                     |              | Ekeby, Östergötland |       | 58.255675, 15.017652 | 10041402780001 | Ladda upp en bild av detta fornminne      |
| Ekeby 279:1               | Stensättning                     |              | Ekeby, Östergötland |       | 58.258527, 14.986855 | 10041402790001 | Ladda upp en bild av detta fornminne      |
| Ekeby 279:2               | Stensättning                     |              | Ekeby, Östergötland |       | 58.258399, 14.987000 | 10041402790002 | Ladda upp en bild av detta fornminne      |
| Ekeby 289:1               | Stensättning                     |              | Ekeby, Östergötland |       | 58.246192, 15.017165 | 10041402890001 | Ladda upp en bild av detta fornminne      |
| Ekeby 337:1               | Stensättning                     |              | Ekeby, Östergötland |       | 58.241328, 15.037762 | 10041403370001 | Ladda upp en bild av detta fornminne      |

## Malexander
| Namn                          | Lämningstyp             | Tillkomsttid | Historisk indelning      | Plats | Läge                 | ID-nr          | Bild                                 |
| ----------------------------- | ----------------------- | ------------ | ------------------------ | ----- | -------------------- | -------------- | ------------------------------------ |
| Malexander 7:1                | Stensättning            |              | Malexander, Östergötland |       | 58.066361, 15.236807 | 10046400070001 | Ladda upp en bild av detta fornminne |
| Malexander 7:2                | Stensättning            |              | Malexander, Östergötland |       | 58.066287, 15.236872 | 10046400070002 | Ladda upp en bild av detta fornminne |
| Malexander 7:3                | Stensättning            |              | Malexander, Östergötland |       | 58.066115, 15.236943 | 10046400070003 | Ladda upp en bild av detta fornminne |
| Malexander 7:4                | Stensättning            |              | Malexander, Östergötland |       | 58.066530, 15.236892 | 10046400070004 | Ladda upp en bild av detta fornminne |
| Gubbekullen (Malexander 17:1) | Hög                     |              | Malexander, Östergötland |       | 58.130829, 15.248040 | 10046400170001 | Ladda upp en bild av detta fornminne |
| Malexander 154:1              | Hög                     |              | Malexander, Östergötland |       | 58.105325, 15.251203 | 10046401540001 | Ladda upp en bild av detta fornminne |
| Tusshult (Malexander 158:1)   | Lägenhetsbebyggelse     |              | Malexander, Östergötland |       | 58.134734, 15.261051 | 10046401580001 | Ladda upp en bild av detta fornminne |
| Persbo (Malexander 168)       | Lägenhetsbebyggelse     |              | Malexander, Östergötland |       | 58.140752, 15.236883 | 12000000024353 | Ladda upp en bild av detta fornminne |
| Norra Lyckan (Malexander 169) | Lägenhetsbebyggelse     |              | Malexander, Östergötland |       | 58.141731, 15.225920 | 12000000024354 | Ladda upp en bild av detta fornminne |
| Malexander 197                | Husgrund, historisk tid |              | Malexander, Östergötland |       | 58.131505, 15.256928 | 12000000024520 | Ladda upp en bild av detta fornminne |

## Rinna
| Namn                                       | Lämningstyp                 | Tillkomsttid | Historisk indelning | Plats | Läge                 | ID-nr          | Bild                                 |
| ------------------------------------------ | --------------------------- | ------------ | ------------------- | ----- | -------------------- | -------------- | ------------------------------------ |
| Rinna 1:1                                  | Stensättning                |              | Rinna, Östergötland |       | 58.283316, 14.975026 | 10047800010001 | Ladda upp en bild av detta fornminne |
| Rinna 1:2                                  | Stensättning                |              | Rinna, Östergötland |       | 58.283567, 14.975150 | 10047800010002 | Ladda upp en bild av detta fornminne |
| Rinna 6:1                                  | Gravfält                    |              | Rinna, Östergötland |       | 58.289265, 14.993718 | 10047800060001 | Ladda upp en bild av detta fornminne |
| Rinna 7:1                                  | Stensättning                |              | Rinna, Östergötland |       | 58.289330, 14.992155 | 10047800070001 | Ladda upp en bild av detta fornminne |
| Rinna 7:2                                  | Stensättning                |              | Rinna, Östergötland |       | 58.289351, 14.992369 | 10047800070002 | Ladda upp en bild av detta fornminne |
| Rinna 7:3                                  | Stensättning                |              | Rinna, Östergötland |       | 58.289246, 14.992076 | 10047800070003 | Ladda upp en bild av detta fornminne |
| Rinna 8:1                                  | Stensättning                |              | Rinna, Östergötland |       | 58.289718, 14.991210 | 10047800080001 | Ladda upp en bild av detta fornminne |
| Rinna 8:2                                  | Stensättning                |              | Rinna, Östergötland |       | 58.289635, 14.991039 | 10047800080002 | Ladda upp en bild av detta fornminne |
| Rinna 8:3                                  | Stensättning                |              | Rinna, Östergötland |       | 58.289690, 14.990784 | 10047800080003 | Ladda upp en bild av detta fornminne |
| Rinna 9:1                                  | Hällristning                |              | Rinna, Östergötland |       | 58.288392, 14.988383 | 10047800090001 | Ladda upp en bild av detta fornminne |
| Vargbacken (Rinna 11:1)                    | Gravfält                    |              | Rinna, Östergötland |       | 58.291316, 14.983215 | 10047800110001 | Ladda upp en bild av detta fornminne |
| Rinna 14:1                                 | Stensättning                |              | Rinna, Östergötland |       | 58.295734, 14.996995 | 10047800140001 | Ladda upp en bild av detta fornminne |
| Rinna 14:2                                 | Stensättning                |              | Rinna, Östergötland |       | 58.295554, 14.997204 | 10047800140002 | Ladda upp en bild av detta fornminne |
| Rinna 16:1                                 | Gravfält                    |              | Rinna, Östergötland |       | 58.300306, 14.992456 | 10047800160001 | Ladda upp en bild av detta fornminne |
| Rinna 17:1                                 | Stensättning                |              | Rinna, Östergötland |       | 58.301981, 14.994039 | 10047800170001 | Ladda upp en bild av detta fornminne |
| Rinna 18:1                                 | Stensättning                |              | Rinna, Östergötland |       | 58.304819, 14.994262 | 10047800180001 | Ladda upp en bild av detta fornminne |
| Rinna 18:2                                 | Stensättning                |              | Rinna, Östergötland |       | 58.304922, 14.994361 | 10047800180002 | Ladda upp en bild av detta fornminne |
| Rinna 18:3                                 | Stensättning                |              | Rinna, Östergötland |       | 58.304904, 14.994184 | 10047800180003 | Ladda upp en bild av detta fornminne |
| Rinna 24:1                                 | Stensättning                |              | Rinna, Östergötland |       | 58.298364, 14.983444 | 10047800240001 | Ladda upp en bild av detta fornminne |
| Rinna 30:1                                 | Stensättning                |              | Rinna, Östergötland |       | 58.289233, 14.973935 | 10047800300001 | Ladda upp en bild av detta fornminne |
| Rinna 32:2                                 | Stensättning                |              | Rinna, Östergötland |       | 58.290540, 14.962913 | 10047800320002 | Ladda upp en bild av detta fornminne |
| Rinna 32:3                                 | Hällristning                |              | Rinna, Östergötland |       | 58.290227, 14.962337 | 10047800320003 | Ladda upp en bild av detta fornminne |
| Rinna 36:1                                 | Hög                         |              | Rinna, Östergötland |       | 58.285764, 14.956590 | 10047800360001 | Ladda upp en bild av detta fornminne |
| Rinna 37:1                                 | Stensättning                |              | Rinna, Östergötland |       | 58.287792, 14.956623 | 10047800370001 | Ladda upp en bild av detta fornminne |
| Rinna 38:1                                 | Stensättning                |              | Rinna, Östergötland |       | 58.289448, 14.957605 | 10047800380001 | Ladda upp en bild av detta fornminne |
| Rinna 40:1                                 | Stensättning                |              | Rinna, Östergötland |       | 58.283972, 14.954825 | 10047800400001 | Ladda upp en bild av detta fornminne |
| Rinna 40:2                                 | Stensättning                |              | Rinna, Östergötland |       | 58.284093, 14.954933 | 10047800400002 | Ladda upp en bild av detta fornminne |
| Rinna 41:1                                 | Gravfält                    |              | Rinna, Östergötland |       | 58.283869, 14.955513 | 10047800410001 | Ladda upp en bild av detta fornminne |
| Rinna 42:1                                 | Stensättning                |              | Rinna, Östergötland |       | 58.283783, 14.956452 | 10047800420001 | Ladda upp en bild av detta fornminne |
| Rinna 42:2                                 | Stensättning                |              | Rinna, Östergötland |       | 58.283904, 14.956717 | 10047800420002 | Ladda upp en bild av detta fornminne |
| Rinna 42:3                                 | Stensättning                |              | Rinna, Östergötland |       | 58.283913, 14.956317 | 10047800420003 | Ladda upp en bild av detta fornminne |
| Rinna 47:1                                 | Stensättning                |              | Rinna, Östergötland |       | 58.295760, 15.013251 | 10047800470001 | Ladda upp en bild av detta fornminne |
| Rinna 48:1                                 | Stensättning                |              | Rinna, Östergötland |       | 58.297437, 15.010720 | 10047800480001 | Ladda upp en bild av detta fornminne |
| Rinna 49:1                                 | Stensättning                |              | Rinna, Östergötland |       | 58.297945, 15.009491 | 10047800490001 | Ladda upp en bild av detta fornminne |
| Rinna 49:3                                 | Stensättning                |              | Rinna, Östergötland |       | 58.297837, 15.008679 | 10047800490003 | Ladda upp en bild av detta fornminne |
| Rinna 49:4                                 | Hällristning                |              | Rinna, Östergötland |       | 58.297867, 15.009422 | 10047800490004 | Ladda upp en bild av detta fornminne |
| Rinna 49:5                                 | Hällristning                |              | Rinna, Östergötland |       | 58.297814, 15.009495 | 10047800490005 | Ladda upp en bild av detta fornminne |
| Rinna 49:6                                 | Hällristning                |              | Rinna, Östergötland |       | 58.298027, 15.009665 | 10047800490006 | Ladda upp en bild av detta fornminne |
| Rinna 50:1                                 | Stensättning                |              | Rinna, Östergötland |       | 58.294976, 15.005473 | 10047800500001 | Ladda upp en bild av detta fornminne |
| Rinna 51:1                                 | Grav markerad av sten/block |              | Rinna, Östergötland |       | 58.295795, 15.006216 | 10047800510001 | Ladda upp en bild av detta fornminne |
| Rinna 52:1                                 | Stensättning                |              | Rinna, Östergötland |       | 58.296211, 15.004663 | 10047800520001 | Ladda upp en bild av detta fornminne |
| Rinna 52:2                                 | Stensättning                |              | Rinna, Östergötland |       | 58.296335, 15.004601 | 10047800520002 | Ladda upp en bild av detta fornminne |
| Rinna 53:1                                 | Stensättning                |              | Rinna, Östergötland |       | 58.292077, 15.000283 | 10047800530001 | Ladda upp en bild av detta fornminne |
| Rinna 53:2                                 | Stensättning                |              | Rinna, Östergötland |       | 58.292306, 15.000186 | 10047800530002 | Ladda upp en bild av detta fornminne |
| Rinna 54:1                                 | Stensättning                |              | Rinna, Östergötland |       | 58.291604, 14.998491 | 10047800540001 | Ladda upp en bild av detta fornminne |
| Rinna 54:2                                 | Stensättning                |              | Rinna, Östergötland |       | 58.291082, 14.998413 | 10047800540002 | Ladda upp en bild av detta fornminne |
| Rinna 55:1                                 | Stensättning                |              | Rinna, Östergötland |       | 58.290683, 15.001365 | 10047800550001 | Ladda upp en bild av detta fornminne |
| Rinna 55:2                                 | Stensättning                |              | Rinna, Östergötland |       | 58.290748, 15.001038 | 10047800550002 | Ladda upp en bild av detta fornminne |
| Rinna 56:1                                 | Stensättning                |              | Rinna, Östergötland |       | 58.291421, 15.002179 | 10047800560001 | Ladda upp en bild av detta fornminne |
| Rinna 57:1                                 | Stensättning                |              | Rinna, Östergötland |       | 58.293767, 15.009854 | 10047800570001 | Ladda upp en bild av detta fornminne |
| Rinna 58:1                                 | Gravfält                    |              | Rinna, Östergötland |       | 58.291908, 15.001183 | 10047800580001 | Ladda upp en bild av detta fornminne |
| Rinna 62:1                                 | Stensättning                |              | Rinna, Östergötland |       | 58.256166, 14.955379 | 10047800620001 | Ladda upp en bild av detta fornminne |
| Rinna 62:2                                 | Stensättning                |              | Rinna, Östergötland |       | 58.256122, 14.955124 | 10047800620002 | Ladda upp en bild av detta fornminne |
| Rinna 62:3                                 | Grav markerad av sten/block |              | Rinna, Östergötland |       | 58.256167, 14.955631 | 10047800620003 | Ladda upp en bild av detta fornminne |
| Rinna 63:1                                 | Stensättning                |              | Rinna, Östergötland |       | 58.255111, 14.954627 | 10047800630001 | Ladda upp en bild av detta fornminne |
| Rinna 63:2                                 | Stensättning                |              | Rinna, Östergötland |       | 58.255101, 14.954399 | 10047800630002 | Ladda upp en bild av detta fornminne |
| Mosseboborg (Rinna 70:1)                   | Borg                        |              | Rinna, Östergötland |       | 58.171037, 14.904575 | 10047800700001 | Ladda upp en bild av detta fornminne |
| Lokes grav (Rinna 72:1)                    | Gravfält                    |              | Rinna, Östergötland |       | 58.265449, 14.937668 | 10047800720001 | Ladda upp en bild av detta fornminne |
| Rinna 73:1                                 | Stensättning                |              | Rinna, Östergötland |       | 58.266029, 14.937131 | 10047800730001 | Ladda upp en bild av detta fornminne |
| Rinna 74:1                                 | Stensättning                |              | Rinna, Östergötland |       | 58.264556, 14.936290 | 10047800740001 | Ladda upp en bild av detta fornminne |
| Rinna 76:1                                 | Stensättning                |              | Rinna, Östergötland |       | 58.295910, 15.010997 | 10047800760001 | Ladda upp en bild av detta fornminne |
| Rinna 78:1                                 | Stensättning                |              | Rinna, Östergötland |       | 58.294275, 15.006398 | 10047800780001 | Ladda upp en bild av detta fornminne |
| Rinna 79:1                                 | Stensättning                |              | Rinna, Östergötland |       | 58.292669, 15.003286 | 10047800790001 | Ladda upp en bild av detta fornminne |
| Rinna 80:1                                 | Stensättning                |              | Rinna, Östergötland |       | 58.294099, 15.000831 | 10047800800001 | Ladda upp en bild av detta fornminne |
| Rinna 81:1                                 | Stensättning                |              | Rinna, Östergötland |       | 58.291570, 15.003880 | 10047800810001 | Ladda upp en bild av detta fornminne |
| Rinna 82:1                                 | Stensättning                |              | Rinna, Östergötland |       | 58.297131, 15.007884 | 10047800820001 | Ladda upp en bild av detta fornminne |
| Rinna 82:2                                 | Stensättning                |              | Rinna, Östergötland |       | 58.296981, 15.008643 | 10047800820002 | Ladda upp en bild av detta fornminne |
| Rinna 82:3                                 | Stensättning                |              | Rinna, Östergötland |       | 58.297070, 15.008899 | 10047800820003 | Ladda upp en bild av detta fornminne |
| Rinna 82:4                                 | Stensättning                |              | Rinna, Östergötland |       | 58.297185, 15.008940 | 10047800820004 | Ladda upp en bild av detta fornminne |
| Rinna 82:5                                 | Hällristning                |              | Rinna, Östergötland |       | 58.297326, 15.007621 | 10047800820005 | Ladda upp en bild av detta fornminne |
| Rinna 83:3                                 | Hällristning                |              | Rinna, Östergötland |       | 58.299504, 15.009155 | 10047800830003 | Ladda upp en bild av detta fornminne |
| Rinna 83:4                                 | Hällristning                |              | Rinna, Östergötland |       | 58.299548, 15.008460 | 10047800830004 | Ladda upp en bild av detta fornminne |
| Rinna 86:1                                 | Stensättning                |              | Rinna, Östergötland |       | 58.292972, 14.998226 | 10047800860001 | Ladda upp en bild av detta fornminne |
| Rinna 86:2                                 | Grav markerad av sten/block |              | Rinna, Östergötland |       | 58.292912, 14.998129 | 10047800860002 | Ladda upp en bild av detta fornminne |
| Rinna 88:2                                 | Stensättning                |              | Rinna, Östergötland |       | 58.278868, 14.986358 | 10047800880002 | Ladda upp en bild av detta fornminne |
| Rinna 89:2                                 | Stensättning                |              | Rinna, Östergötland |       | 58.279457, 14.989603 | 10047800890002 | Ladda upp en bild av detta fornminne |
| Rinna 91:1                                 | Stensättning                |              | Rinna, Östergötland |       | 58.281011, 14.978708 | 10047800910001 | Ladda upp en bild av detta fornminne |
| Rinna 91:2                                 | Stensättning                |              | Rinna, Östergötland |       | 58.281243, 14.979495 | 10047800910002 | Ladda upp en bild av detta fornminne |
| Rinna 91:3                                 | Stensättning                |              | Rinna, Östergötland |       | 58.281019, 14.979124 | 10047800910003 | Ladda upp en bild av detta fornminne |
| Rinna 92:1                                 | Stensättning                |              | Rinna, Östergötland |       | 58.277259, 14.953625 | 10047800920001 | Ladda upp en bild av detta fornminne |
| Rinna 97:1                                 | Stensättning                |              | Rinna, Östergötland |       | 58.276719, 14.950202 | 10047800970001 | Ladda upp en bild av detta fornminne |
| Rinna 104:1                                | Röse                        |              | Rinna, Östergötland |       | 58.274516, 14.999108 | 10047801040001 | Ladda upp en bild av detta fornminne |
| Rinna 104:2                                | Stensättning                |              | Rinna, Östergötland |       | 58.274951, 14.998566 | 10047801040002 | Ladda upp en bild av detta fornminne |
| Rinna 104:4                                | Stensättning                |              | Rinna, Östergötland |       | 58.274511, 14.998910 | 10047801040004 | Ladda upp en bild av detta fornminne |
| Rinna 105:1                                | Stensättning                |              | Rinna, Östergötland |       | 58.264191, 14.951437 | 10047801050001 | Ladda upp en bild av detta fornminne |
| Rinna 112:1                                | Stensättning                |              | Rinna, Östergötland |       | 58.281379, 14.973074 | 10047801120001 | Ladda upp en bild av detta fornminne |
| Rinna 116:1                                | Stensättning                |              | Rinna, Östergötland |       | 58.274722, 14.973308 | 10047801160001 | Ladda upp en bild av detta fornminne |
| Rinna 116:2                                | Stensättning                |              | Rinna, Östergötland |       | 58.274659, 14.973116 | 10047801160002 | Ladda upp en bild av detta fornminne |
| Rinna 116:3                                | Stensättning                |              | Rinna, Östergötland |       | 58.274601, 14.973341 | 10047801160003 | Ladda upp en bild av detta fornminne |
| Rinna 116:4                                | Stensättning                |              | Rinna, Östergötland |       | 58.274582, 14.972713 | 10047801160004 | Ladda upp en bild av detta fornminne |
| Rinna 120:1                                | Stensättning                |              | Rinna, Östergötland |       | 58.274811, 14.958287 | 10047801200001 | Ladda upp en bild av detta fornminne |
| Rinna 121:1                                | Stensättning                |              | Rinna, Östergötland |       | 58.272385, 14.958076 | 10047801210001 | Ladda upp en bild av detta fornminne |
| Rinna 123:1                                | Stensättning                |              | Rinna, Östergötland |       | 58.273608, 14.957000 | 10047801230001 | Ladda upp en bild av detta fornminne |
| Rinna 127:1                                | Stensättning                |              | Rinna, Östergötland |       | 58.273506, 14.939069 | 10047801270001 | Ladda upp en bild av detta fornminne |
| Rinna 130:1                                | Stensättning                |              | Rinna, Östergötland |       | 58.270829, 14.934609 | 10047801300001 | Ladda upp en bild av detta fornminne |
| Rinna 130:2                                | Stensättning                |              | Rinna, Östergötland |       | 58.271193, 14.934322 | 10047801300002 | Ladda upp en bild av detta fornminne |
| Rinna 131:1                                | Gravfält                    |              | Rinna, Östergötland |       | 58.271318, 14.935866 | 10047801310001 | Ladda upp en bild av detta fornminne |
| Rinna 132:1                                | Stensättning                |              | Rinna, Östergötland |       | 58.269592, 14.936694 | 10047801320001 | Ladda upp en bild av detta fornminne |
| Rinna 132:2                                | Stensättning                |              | Rinna, Östergötland |       | 58.269384, 14.937181 | 10047801320002 | Ladda upp en bild av detta fornminne |
| Rinna 132:3                                | Stensättning                |              | Rinna, Östergötland |       | 58.269303, 14.937693 | 10047801320003 | Ladda upp en bild av detta fornminne |
| Rinna 132:4                                | Stensättning                |              | Rinna, Östergötland |       | 58.269241, 14.937870 | 10047801320004 | Ladda upp en bild av detta fornminne |
| Rinna 137:1                                | Gravfält                    |              | Rinna, Östergötland |       | 58.270371, 14.946634 | 10047801370001 | Ladda upp en bild av detta fornminne |
| Rinna 141:1                                | Gravfält                    |              | Rinna, Östergötland |       | 58.276295, 14.918202 | 10047801410001 | Ladda upp en bild av detta fornminne |
| Rinna 144:1                                | Stensättning                |              | Rinna, Östergötland |       | 58.276431, 14.913040 | 10047801440001 | Ladda upp en bild av detta fornminne |
| Rinna 144:3                                | Stensättning                |              | Rinna, Östergötland |       | 58.275984, 14.912793 | 10047801440003 | Ladda upp en bild av detta fornminne |
| Rinna 146:1                                | Stensättning                |              | Rinna, Östergötland |       | 58.270397, 14.918759 | 10047801460001 | Ladda upp en bild av detta fornminne |
| Rinna 150:2                                | Hällristning                |              | Rinna, Östergötland |       | 58.298159, 15.007576 | 10047801500002 | Ladda upp en bild av detta fornminne |
| Rinna 151:1                                | Stensättning                |              | Rinna, Östergötland |       | 58.262466, 14.918785 | 10047801510001 | Ladda upp en bild av detta fornminne |
| Rinna 151:2                                | Stensättning                |              | Rinna, Östergötland |       | 58.262604, 14.918707 | 10047801510002 | Ladda upp en bild av detta fornminne |
| Rinna 153:1                                | Stensättning                |              | Rinna, Östergötland |       | 58.260599, 14.948675 | 10047801530001 | Ladda upp en bild av detta fornminne |
| Rinna 154:1                                | Stensättning                |              | Rinna, Östergötland |       | 58.250322, 14.950459 | 10047801540001 | Ladda upp en bild av detta fornminne |
| Rinna 155:1                                | Gravfält                    |              | Rinna, Östergötland |       | 58.258289, 14.942473 | 10047801550001 | Ladda upp en bild av detta fornminne |
| Rinna 159:1                                | Stensättning                |              | Rinna, Östergötland |       | 58.264088, 14.918055 | 10047801590001 | Ladda upp en bild av detta fornminne |
| Rinna 172:1                                | Gravfält                    |              | Rinna, Östergötland |       | 58.267266, 14.930041 | 10047801720001 | Ladda upp en bild av detta fornminne |
| Ög RinnaRaä174 (fragment av) (Rinna 174:1) | Runristning                 |              | Rinna, Östergötland |       | 58.285399, 14.958849 | 10047801740001 | Ladda upp en bild av detta fornminne |
| Ög RinnaRaä174 (fragment av) (Rinna 174:2) | Runristning                 |              | Rinna, Östergötland |       | 58.285397, 14.958854 | 10047801740002 | Ladda upp en bild av detta fornminne |
| Ög RinnaRaä174 (fragment av) (Rinna 174:3) | Runristning                 |              | Rinna, Östergötland |       | 58.285401, 14.958854 | 10047801740003 | Ladda upp en bild av detta fornminne |
| Ög RinnaRaä174 (fragment av) (Rinna 174:4) | Runristning                 |              | Rinna, Östergötland |       | 58.285401, 14.958861 | 10047801740004 | Ladda upp en bild av detta fornminne |
| Rinna 176:1                                | Stensättning                |              | Rinna, Östergötland |       | 58.263542, 14.918138 | 10047801760001 | Ladda upp en bild av detta fornminne |
| Rinna 177:1                                | Stensättning                |              | Rinna, Östergötland |       | 58.270901, 14.918768 | 10047801770001 | Ladda upp en bild av detta fornminne |
| Rinna 179:1                                | Stensättning                |              | Rinna, Östergötland |       | 58.275433, 14.913411 | 10047801790001 | Ladda upp en bild av detta fornminne |
| Rinna 179:2                                | Stensättning                |              | Rinna, Östergötland |       | 58.275435, 14.913227 | 10047801790002 | Ladda upp en bild av detta fornminne |
| Rinna 179:3                                | Stensättning                |              | Rinna, Östergötland |       | 58.275340, 14.913357 | 10047801790003 | Ladda upp en bild av detta fornminne |
| Rinna 181:1                                | Stensättning                |              | Rinna, Östergötland |       | 58.270285, 14.947517 | 10047801810001 | Ladda upp en bild av detta fornminne |
| Rinna 181:2                                | Stensättning                |              | Rinna, Östergötland |       | 58.270432, 14.947963 | 10047801810002 | Ladda upp en bild av detta fornminne |
| Rinna 182:1                                | Stensättning                |              | Rinna, Östergötland |       | 58.265565, 14.938948 | 10047801820001 | Ladda upp en bild av detta fornminne |
| Rinna 182:2                                | Hällristning                |              | Rinna, Östergötland |       | 58.265809, 14.939595 | 10047801820002 | Ladda upp en bild av detta fornminne |
| Rinna 183:1                                | Stensättning                |              | Rinna, Östergötland |       | 58.262246, 14.951833 | 10047801830001 | Ladda upp en bild av detta fornminne |
| Rinna 183:2                                | Stensättning                |              | Rinna, Östergötland |       | 58.262244, 14.951581 | 10047801830002 | Ladda upp en bild av detta fornminne |
| Rinna 183:3                                | Stensättning                |              | Rinna, Östergötland |       | 58.261903, 14.951568 | 10047801830003 | Ladda upp en bild av detta fornminne |
| Rinna 184:1                                | Stensättning                |              | Rinna, Östergötland |       | 58.262041, 14.972056 | 10047801840001 | Ladda upp en bild av detta fornminne |
| Rinna 185:1                                | Hällristning                |              | Rinna, Östergötland |       | 58.298855, 15.009644 | 10047801850001 | Ladda upp en bild av detta fornminne |
| Rinna 185:2                                | Hällristning                |              | Rinna, Östergötland |       | 58.298794, 15.009465 | 10047801850002 | Ladda upp en bild av detta fornminne |
| Rinna 186:1                                | Hällristning                |              | Rinna, Östergötland |       | 58.298438, 15.008464 | 10047801860001 | Ladda upp en bild av detta fornminne |
| Rinna 187:1                                | Hällristning                |              | Rinna, Östergötland |       | 58.300357, 15.011224 | 10047801870001 | Ladda upp en bild av detta fornminne |
| Rinna 188:1                                | Hällristning                |              | Rinna, Östergötland |       | 58.299287, 15.011312 | 10047801880001 | Ladda upp en bild av detta fornminne |
| Rinna 188:2                                | Hällristning                |              | Rinna, Östergötland |       | 58.299115, 15.010744 | 10047801880002 | Ladda upp en bild av detta fornminne |
| Rinna 188:3                                | Stensättning                |              | Rinna, Östergötland |       | 58.299122, 15.011522 | 10047801880003 | Ladda upp en bild av detta fornminne |
| Rinna 188:4                                | Hällristning                |              | Rinna, Östergötland |       | 58.299001, 15.011636 | 10047801880004 | Ladda upp en bild av detta fornminne |
| Rinna 194:1                                | Stensättning                |              | Rinna, Östergötland |       | 58.271575, 14.936638 | 10047801940001 | Ladda upp en bild av detta fornminne |
| Rinna 194:2                                | Stensättning                |              | Rinna, Östergötland |       | 58.271802, 14.937128 | 10047801940002 | Ladda upp en bild av detta fornminne |
| Rinna 194:3                                | Stensättning                |              | Rinna, Östergötland |       | 58.271397, 14.936624 | 10047801940003 | Ladda upp en bild av detta fornminne |
| Rinna 195:1                                | Stensättning                |              | Rinna, Östergötland |       | 58.267851, 14.937120 | 10047801950001 | Ladda upp en bild av detta fornminne |
| Rinna 198:1                                | Stensättning                |              | Rinna, Östergötland |       | 58.267459, 14.941441 | 10047801980001 | Ladda upp en bild av detta fornminne |
| Rinna 199:1                                | Stensättning                |              | Rinna, Östergötland |       | 58.264616, 14.934955 | 10047801990001 | Ladda upp en bild av detta fornminne |
| Rinna 200:1                                | Stensättning                |              | Rinna, Östergötland |       | 58.264924, 14.938439 | 10047802000001 | Ladda upp en bild av detta fornminne |
| Rinna 201:1                                | Stensättning                |              | Rinna, Östergötland |       | 58.266055, 14.939967 | 10047802010001 | Ladda upp en bild av detta fornminne |
| Rinna 201:2                                | Stensättning                |              | Rinna, Östergötland |       | 58.266235, 14.940500 | 10047802010002 | Ladda upp en bild av detta fornminne |
| Rinna 201:3                                | Stensättning                |              | Rinna, Östergötland |       | 58.266076, 14.940643 | 10047802010003 | Ladda upp en bild av detta fornminne |
| Rinna 201:4                                | Stensättning                |              | Rinna, Östergötland |       | 58.266112, 14.940827 | 10047802010004 | Ladda upp en bild av detta fornminne |
| Rinna 202:1                                | Gravfält                    |              | Rinna, Östergötland |       | 58.260762, 14.943226 | 10047802020001 | Ladda upp en bild av detta fornminne |
| Rinna 203:1                                | Stensättning                |              | Rinna, Östergötland |       | 58.261376, 14.941745 | 10047802030001 | Ladda upp en bild av detta fornminne |
| Rinna 209:1                                | Stensättning                |              | Rinna, Östergötland |       | 58.251293, 14.954481 | 10047802090001 | Ladda upp en bild av detta fornminne |
| Rinna 209:2                                | Stensättning                |              | Rinna, Östergötland |       | 58.251342, 14.954337 | 10047802090002 | Ladda upp en bild av detta fornminne |
| Rinna 210:1                                | Hällristning                |              | Rinna, Östergötland |       | 58.257570, 14.959523 | 10047802100001 | Ladda upp en bild av detta fornminne |
| Rinna 212:1                                | Hög                         |              | Rinna, Östergötland |       | 58.303188, 15.008565 | 10047802120001 | Ladda upp en bild av detta fornminne |
| Rinna 217:1                                | Hällristning                |              | Rinna, Östergötland |       | 58.290428, 14.960269 | 10047802170001 | Ladda upp en bild av detta fornminne |
| Rinna 218:1                                | Hällristning                |              | Rinna, Östergötland |       | 58.289115, 14.956423 | 10047802180001 | Ladda upp en bild av detta fornminne |
| Rinna 220:1                                | Stensättning                |              | Rinna, Östergötland |       | 58.283618, 14.958115 | 10047802200001 | Ladda upp en bild av detta fornminne |
| Rinna 221:1                                | Hällristning                |              | Rinna, Östergötland |       | 58.288928, 14.954311 | 10047802210001 | Ladda upp en bild av detta fornminne |
| Rinna 221:2                                | Hällristning                |              | Rinna, Östergötland |       | 58.289099, 14.954172 | 10047802210002 | Ladda upp en bild av detta fornminne |
| Rinna 222:1                                | Hällristning                |              | Rinna, Östergötland |       | 58.289412, 14.953123 | 10047802220001 | Ladda upp en bild av detta fornminne |
| Rinna 223:1                                | Hällristning                |              | Rinna, Östergötland |       | 58.287581, 14.948745 | 10047802230001 | Ladda upp en bild av detta fornminne |
| Rinna 225:1                                | Stensättning                |              | Rinna, Östergötland |       | 58.296384, 14.945074 | 10047802250001 | Ladda upp en bild av detta fornminne |
| Rinna 225:2                                | Stensättning                |              | Rinna, Östergötland |       | 58.296241, 14.945314 | 10047802250002 | Ladda upp en bild av detta fornminne |
| Rinna 225:3                                | Stensättning                |              | Rinna, Östergötland |       | 58.296152, 14.945346 | 10047802250003 | Ladda upp en bild av detta fornminne |
| Rinna 225:6                                | Stensättning                |              | Rinna, Östergötland |       | 58.295578, 14.946169 | 10047802250006 | Ladda upp en bild av detta fornminne |
| Rinna 226:1                                | Hällristning                |              | Rinna, Östergötland |       | 58.300525, 14.947372 | 10047802260001 | Ladda upp en bild av detta fornminne |
| Rinna 229:1                                | Stensättning                |              | Rinna, Östergötland |       | 58.285219, 14.941902 | 10047802290001 | Ladda upp en bild av detta fornminne |
| Rinna 230:1                                | Stensättning                |              | Rinna, Östergötland |       | 58.285103, 14.944227 | 10047802300001 | Ladda upp en bild av detta fornminne |
| Rinna 230:2                                | Stensättning                |              | Rinna, Östergötland |       | 58.285193, 14.944421 | 10047802300002 | Ladda upp en bild av detta fornminne |
| Rinna 231:1                                | Gravfält                    |              | Rinna, Östergötland |       | 58.284239, 14.943019 | 10047802310001 | Ladda upp en bild av detta fornminne |
| Rinna 236:1                                | Hög                         |              | Rinna, Östergötland |       | 58.287235, 14.912540 | 10047802360001 | Ladda upp en bild av detta fornminne |
| Rinna 243:1                                | Stensättning                |              | Rinna, Östergötland |       | 58.276609, 14.915807 | 10047802430001 | Ladda upp en bild av detta fornminne |
| Rinna 247:1                                | Stensättning                |              | Rinna, Östergötland |       | 58.268111, 14.922057 | 10047802470001 | Ladda upp en bild av detta fornminne |
| Rinna 247:2                                | Stensättning                |              | Rinna, Östergötland |       | 58.268150, 14.921856 | 10047802470002 | Ladda upp en bild av detta fornminne |
| Rinna 250:1                                | Hällristning                |              | Rinna, Östergötland |       | 58.282622, 14.986639 | 10047802500001 | Ladda upp en bild av detta fornminne |
| Rinna 251:1                                | Hällristning                |              | Rinna, Östergötland |       | 58.303446, 15.003474 | 10047802510001 | Ladda upp en bild av detta fornminne |
| Rinna 252:1                                | Hällristning                |              | Rinna, Östergötland |       | 58.284476, 14.976636 | 10047802520001 | Ladda upp en bild av detta fornminne |
| Rinna 253:1                                | Hällristning                |              | Rinna, Östergötland |       | 58.283263, 14.978007 | 10047802530001 | Ladda upp en bild av detta fornminne |
| Rinna 255:1                                | Hällristning                |              | Rinna, Östergötland |       | 58.292830, 14.995566 | 10047802550001 | Ladda upp en bild av detta fornminne |
| Rinna 255:2                                | Hällristning                |              | Rinna, Östergötland |       | 58.292819, 14.995330 | 10047802550002 | Ladda upp en bild av detta fornminne |
| Rinna 256:1                                | Stensättning                |              | Rinna, Östergötland |       | 58.293337, 14.995019 | 10047802560001 | Ladda upp en bild av detta fornminne |
| Rinna 256:2                                | Stensättning                |              | Rinna, Östergötland |       | 58.293439, 14.994958 | 10047802560002 | Ladda upp en bild av detta fornminne |
| Rinna 258:1                                | Stensättning                |              | Rinna, Östergötland |       | 58.289865, 14.993876 | 10047802580001 | Ladda upp en bild av detta fornminne |
| Rinna 259:1                                | Stensättning                |              | Rinna, Östergötland |       | 58.290397, 14.991429 | 10047802590001 | Ladda upp en bild av detta fornminne |
| Rinna 261:1                                | Hög                         |              | Rinna, Östergötland |       | 58.258836, 14.966261 | 10047802610001 | Ladda upp en bild av detta fornminne |
| Rinna 261:2                                | Hällristning                |              | Rinna, Östergötland |       | 58.259270, 14.965984 | 10047802610002 | Ladda upp en bild av detta fornminne |
| Rinna 261:3                                | Hällristning                |              | Rinna, Östergötland |       | 58.259076, 14.965152 | 10047802610003 | Ladda upp en bild av detta fornminne |
| Rinna 261:4                                | Hällristning                |              | Rinna, Östergötland |       | 58.258965, 14.964503 | 10047802610004 | Ladda upp en bild av detta fornminne |
| Rinna 262:1                                | Hällristning                |              | Rinna, Östergötland |       | 58.260168, 14.963937 | 10047802620001 | Ladda upp en bild av detta fornminne |
| Rinna 263:1                                | Hällristning                |              | Rinna, Östergötland |       | 58.260800, 14.966295 | 10047802630001 | Ladda upp en bild av detta fornminne |
| Rinna 265:1                                | Hällristning                |              | Rinna, Östergötland |       | 58.280710, 14.968980 | 10047802650001 | Ladda upp en bild av detta fornminne |
| Rinna 271:1                                | Stensättning                |              | Rinna, Östergötland |       | 58.299845, 14.989683 | 10047802710001 | Ladda upp en bild av detta fornminne |
| Rinna 273:1                                | Hällristning                |              | Rinna, Östergötland |       | 58.278658, 14.952373 | 10047802730001 | Ladda upp en bild av detta fornminne |
| Rinna 295:1                                | Hällristning                |              | Rinna, Östergötland |       | 58.297604, 14.955401 | 10047802950001 | Ladda upp en bild av detta fornminne |
| Rinna 295:2                                | Hällristning                |              | Rinna, Östergötland |       | 58.297546, 14.954675 | 10047802950002 | Ladda upp en bild av detta fornminne |
| Rinna 296:1                                | Hällristning                |              | Rinna, Östergötland |       | 58.298079, 14.953417 | 10047802960001 | Ladda upp en bild av detta fornminne |
| Rinna 301:1                                | Stensättning                |              | Rinna, Östergötland |       | 58.274423, 14.971814 | 10047803010001 | Ladda upp en bild av detta fornminne |
| Rinna 301:2                                | Stensättning                |              | Rinna, Östergötland |       | 58.274461, 14.971996 | 10047803010002 | Ladda upp en bild av detta fornminne |
| Rinna 301:3                                | Stensättning                |              | Rinna, Östergötland |       | 58.274423, 14.971814 | 10047803010003 | Ladda upp en bild av detta fornminne |
| Rinna 301:4                                | Stensättning                |              | Rinna, Östergötland |       | 58.274311, 14.971803 | 10047803010004 | Ladda upp en bild av detta fornminne |

## Åsbo
| Namn                       | Lämningstyp                 | Tillkomsttid | Historisk indelning | Plats | Läge                 | ID-nr          | Bild                                 |
| -------------------------- | --------------------------- | ------------ | ------------------- | ----- | -------------------- | -------------- | ------------------------------------ |
| Sörhult (Åsbo 4:1)         | Lägenhetsbebyggelse         |              | Åsbo, Östergötland  |       | 58.147705, 15.247714 | 10054300040001 | Ladda upp en bild av detta fornminne |
| Åsbo 10:1                  | Stensättning                |              | Åsbo, Östergötland  |       | 58.163101, 15.190149 | 10054300100001 | Ladda upp en bild av detta fornminne |
| Åsbo 10:2                  | Stensättning                |              | Åsbo, Östergötland  |       | 58.162986, 15.190210 | 10054300100002 | Ladda upp en bild av detta fornminne |
| Åsbo 11:1                  | Gravfält                    |              | Åsbo, Östergötland  |       | 58.215922, 15.157011 | 10054300110001 | Ladda upp en bild av detta fornminne |
| Åsbo 16:1                  | Gravfält                    |              | Åsbo, Östergötland  |       | 58.175480, 15.201105 | 10054300160001 | Ladda upp en bild av detta fornminne |
| Åsbo 27:1                  | Stensättning                |              | Åsbo, Östergötland  |       | 58.199035, 15.168202 | 10054300270001 | Ladda upp en bild av detta fornminne |
| Åsbo 31:1                  | Stensättning                |              | Åsbo, Östergötland  |       | 58.221936, 15.211886 | 10054300310001 | Ladda upp en bild av detta fornminne |
| Åsbo 31:2                  | Stensättning                |              | Åsbo, Östergötland  |       | 58.221841, 15.211887 | 10054300310002 | Ladda upp en bild av detta fornminne |
| Åsbo 39:1                  | Gravfält                    |              | Åsbo, Östergötland  |       | 58.225912, 15.167948 | 10054300390001 | Ladda upp en bild av detta fornminne |
| Åsbo 40:1                  | Gravfält                    |              | Åsbo, Östergötland  |       | 58.226505, 15.195291 | 10054300400001 | Ladda upp en bild av detta fornminne |
| Åsbo 41:1                  | Stensättning                |              | Åsbo, Östergötland  |       | 58.227162, 15.194554 | 10054300410001 | Ladda upp en bild av detta fornminne |
| Åsbo 46:1                  | Stensättning                |              | Åsbo, Östergötland  |       | 58.226270, 15.198334 | 10054300460001 | Ladda upp en bild av detta fornminne |
| Åsbo 46:2                  | Grav markerad av sten/block |              | Åsbo, Östergötland  |       | 58.226353, 15.197870 | 10054300460002 | Ladda upp en bild av detta fornminne |
| Åsbo 51:1                  | Stensättning                |              | Åsbo, Östergötland  |       | 58.225197, 15.167468 | 10054300510001 | Ladda upp en bild av detta fornminne |
| Åsbo 55:1                  | Stenkammargrav              |              | Åsbo, Östergötland  |       | 58.226353, 15.194753 | 10054300550001 | Ladda upp en bild av detta fornminne |
| Åsbo 57:1                  | Röse                        |              | Åsbo, Östergötland  |       | 58.219802, 15.145830 | 10054300570001 | Ladda upp en bild av detta fornminne |
| Åsbo 58:1                  | Stensättning                |              | Åsbo, Östergötland  |       | 58.218191, 15.147531 | 10054300580001 | Ladda upp en bild av detta fornminne |
| Åsbo 58:2                  | Stensättning                |              | Åsbo, Östergötland  |       | 58.218273, 15.147309 | 10054300580002 | Ladda upp en bild av detta fornminne |
| Åsbo 63:1                  | Stensättning                |              | Åsbo, Östergötland  |       | 58.244093, 15.142831 | 10054300630001 | Ladda upp en bild av detta fornminne |
| Åsbo 66:1                  | Stensättning                |              | Åsbo, Östergötland  |       | 58.215058, 15.155490 | 10054300660001 | Ladda upp en bild av detta fornminne |
| Åsbo 67:1                  | Stensättning                |              | Åsbo, Östergötland  |       | 58.241442, 15.120547 | 10054300670001 | Ladda upp en bild av detta fornminne |
| Åsbo 76:1                  | Hällristning                |              | Åsbo, Östergötland  |       | 58.244169, 15.141571 | 10054300760001 | Ladda upp en bild av detta fornminne |
| Åsbo 77:1                  | Stensättning                |              | Åsbo, Östergötland  |       | 58.227249, 15.164030 | 10054300770001 | Ladda upp en bild av detta fornminne |
| Åsbo 81:1                  | Gravfält                    |              | Åsbo, Östergötland  |       | 58.216731, 15.156306 | 10054300810001 | Ladda upp en bild av detta fornminne |
| Åsbo 82:1                  | Röse                        |              | Åsbo, Östergötland  |       | 58.237883, 15.137790 | 10054300820001 | Ladda upp en bild av detta fornminne |
| Åsbo 82:2                  | Stensättning                |              | Åsbo, Östergötland  |       | 58.237580, 15.137911 | 10054300820002 | Ladda upp en bild av detta fornminne |
| Åsbo 82:3                  | Stensättning                |              | Åsbo, Östergötland  |       | 58.237494, 15.137990 | 10054300820003 | Ladda upp en bild av detta fornminne |
| Åsbo 85:1                  | Gravfält                    |              | Åsbo, Östergötland  |       | 58.239679, 15.092779 | 10054300850001 | Ladda upp en bild av detta fornminne |
| Åsbo 86:1                  | Grav markerad av sten/block |              | Åsbo, Östergötland  |       | 58.239918, 15.091484 | 10054300860001 | Ladda upp en bild av detta fornminne |
| Åsbo 87:1                  | Stensättning                |              | Åsbo, Östergötland  |       | 58.238740, 15.090834 | 10054300870001 | Ladda upp en bild av detta fornminne |
| Åsbo 89:1                  | Stensättning                |              | Åsbo, Östergötland  |       | 58.241319, 15.184065 | 10054300890001 | Ladda upp en bild av detta fornminne |
| Åsbo 89:2                  | Stensättning                |              | Åsbo, Östergötland  |       | 58.241538, 15.184074 | 10054300890002 | Ladda upp en bild av detta fornminne |
| Åsbo 89:3                  | Stensättning                |              | Åsbo, Östergötland  |       | 58.241438, 15.184453 | 10054300890003 | Ladda upp en bild av detta fornminne |
| Åsbo 89:4                  | Stensättning                |              | Åsbo, Östergötland  |       | 58.241101, 15.184377 | 10054300890004 | Ladda upp en bild av detta fornminne |
| Åsbo 90:1                  | Stensättning                |              | Åsbo, Östergötland  |       | 58.247106, 15.184392 | 10054300900001 | Ladda upp en bild av detta fornminne |
| Åsbo 90:2                  | Stensättning                |              | Åsbo, Östergötland  |       | 58.247228, 15.184313 | 10054300900002 | Ladda upp en bild av detta fornminne |
| Åsbo 91:1                  | Stensättning                |              | Åsbo, Östergötland  |       | 58.249504, 15.108961 | 10054300910001 | Ladda upp en bild av detta fornminne |
| Åsbo 92:1                  | Stensättning                |              | Åsbo, Östergötland  |       | 58.248861, 15.108513 | 10054300920001 | Ladda upp en bild av detta fornminne |
| Åsbo 93:1                  | Stensättning                |              | Åsbo, Östergötland  |       | 58.247794, 15.112509 | 10054300930001 | Ladda upp en bild av detta fornminne |
| Åsbo 94:1                  | Stensättning                |              | Åsbo, Östergötland  |       | 58.248446, 15.115689 | 10054300940001 | Ladda upp en bild av detta fornminne |
| Åsbo 94:2                  | Stensättning                |              | Åsbo, Östergötland  |       | 58.248589, 15.115597 | 10054300940002 | Ladda upp en bild av detta fornminne |
| Åsbo 94:3                  | Stensättning                |              | Åsbo, Östergötland  |       | 58.248737, 15.115505 | 10054300940003 | Ladda upp en bild av detta fornminne |
| Åsbo 95:1                  | Hällristning                |              | Åsbo, Östergötland  |       | 58.242755, 15.118617 | 10054300950001 | Ladda upp en bild av detta fornminne |
| Åsbo 96:1                  | Stensättning                |              | Åsbo, Östergötland  |       | 58.242154, 15.119596 | 10054300960001 | Ladda upp en bild av detta fornminne |
| Åsbo 96:2                  | Stensättning                |              | Åsbo, Östergötland  |       | 58.242082, 15.119596 | 10054300960002 | Ladda upp en bild av detta fornminne |
| Åsbo 97:1                  | Stensättning                |              | Åsbo, Östergötland  |       | 58.241288, 15.119253 | 10054300970001 | Ladda upp en bild av detta fornminne |
| Åsbo 97:2                  | Stensättning                |              | Åsbo, Östergötland  |       | 58.241100, 15.119397 | 10054300970002 | Ladda upp en bild av detta fornminne |
| Åsbo 100:1                 | Stensättning                |              | Åsbo, Östergötland  |       | 58.240890, 15.103443 | 10054301000001 | Ladda upp en bild av detta fornminne |
| Åsbo 111:1                 | Stensättning                |              | Åsbo, Östergötland  |       | 58.218957, 15.148477 | 10054301110001 | Ladda upp en bild av detta fornminne |
| Åsbo 113:1                 | Stensättning                |              | Åsbo, Östergötland  |       | 58.225044, 15.135855 | 10054301130001 | Ladda upp en bild av detta fornminne |
| Åsbo 117:1                 | Röse                        |              | Åsbo, Östergötland  |       | 58.169983, 15.189478 | 10054301170001 | Ladda upp en bild av detta fornminne |
| Åsbo 120:1                 | Gravfält                    |              | Åsbo, Östergötland  |       | 58.226629, 15.134530 | 10054301200001 | Ladda upp en bild av detta fornminne |
| Åsbo 121:1                 | Gravfält                    |              | Åsbo, Östergötland  |       | 58.226556, 15.133533 | 10054301210001 | Ladda upp en bild av detta fornminne |
| Åsbo 129:1                 | Stensättning                |              | Åsbo, Östergötland  |       | 58.227438, 15.155960 | 10054301290001 | Ladda upp en bild av detta fornminne |
| Åsbo 132:1                 | Stensättning                |              | Åsbo, Östergötland  |       | 58.234814, 15.118986 | 10054301320001 | Ladda upp en bild av detta fornminne |
| Åsbo 134:1                 | Gravfält                    |              | Åsbo, Östergötland  |       | 58.235293, 15.110433 | 10054301340001 | Ladda upp en bild av detta fornminne |
| Åsbo 137:1                 | Stensättning                |              | Åsbo, Östergötland  |       | 58.238988, 15.103063 | 10054301370001 | Ladda upp en bild av detta fornminne |
| Åsbo 137:2                 | Stensättning                |              | Åsbo, Östergötland  |       | 58.239083, 15.103145 | 10054301370002 | Ladda upp en bild av detta fornminne |
| Åsbo 137:3                 | Stensättning                |              | Åsbo, Östergötland  |       | 58.239130, 15.102934 | 10054301370003 | Ladda upp en bild av detta fornminne |
| Hermannekulle (Åsbo 140:1) | Gravfält                    |              | Åsbo, Östergötland  |       | 58.246476, 15.102366 | 10054301400001 | Ladda upp en bild av detta fornminne |
| Ög 98 (Åsbo 140:2)         | Runristning                 |              | Åsbo, Östergötland  |       | 58.246619, 15.101749 | 10054301400002 | Ladda upp en bild av detta fornminne |
| Åsbo 142:1                 | Gravfält                    |              | Åsbo, Östergötland  |       | 58.225683, 15.165165 | 10054301420001 | Ladda upp en bild av detta fornminne |
| Åsbo 143:1                 | Stensättning                |              | Åsbo, Östergötland  |       | 58.226117, 15.166127 | 10054301430001 | Ladda upp en bild av detta fornminne |
| Åsbo 143:2                 | Stensättning                |              | Åsbo, Östergötland  |       | 58.226175, 15.166287 | 10054301430002 | Ladda upp en bild av detta fornminne |
| Åsbo 143:3                 | Stensättning                |              | Åsbo, Östergötland  |       | 58.226268, 15.166194 | 10054301430003 | Ladda upp en bild av detta fornminne |
| Åsbo 144:1                 | Stensättning                |              | Åsbo, Östergötland  |       | 58.225618, 15.166029 | 10054301440001 | Ladda upp en bild av detta fornminne |
| Åsbo 144:2                 | Stensättning                |              | Åsbo, Östergötland  |       | 58.225565, 15.166346 | 10054301440002 | Ladda upp en bild av detta fornminne |
| Åsbo 144:3                 | Stensättning                |              | Åsbo, Östergötland  |       | 58.225733, 15.166205 | 10054301440003 | Ladda upp en bild av detta fornminne |
| Åsbo 145:1                 | Stensättning                |              | Åsbo, Östergötland  |       | 58.228034, 15.154594 | 10054301450001 | Ladda upp en bild av detta fornminne |
| Åsbo 145:2                 | Stensättning                |              | Åsbo, Östergötland  |       | 58.228272, 15.154492 | 10054301450002 | Ladda upp en bild av detta fornminne |
| Åsbo 146:1                 | Gravfält                    |              | Åsbo, Östergötland  |       | 58.228759, 15.157015 | 10054301460001 | Ladda upp en bild av detta fornminne |
| Åsbo 147:1                 | Gravfält                    |              | Åsbo, Östergötland  |       | 58.228619, 15.157821 | 10054301470001 | Ladda upp en bild av detta fornminne |
| Åsbo 149:1                 | Stensättning                |              | Åsbo, Östergötland  |       | 58.228825, 15.160751 | 10054301490001 | Ladda upp en bild av detta fornminne |
| Åsbo 150:1                 | Gravfält                    |              | Åsbo, Östergötland  |       | 58.227362, 15.159591 | 10054301500001 | Ladda upp en bild av detta fornminne |
| Ög 97 (Åsbo 155:1)         | Runristning                 |              | Åsbo, Östergötland  |       | 58.247055, 15.119334 | 10054301550001 | Ladda upp en bild av detta fornminne |
| Åsbo 161:1                 | Stensättning                |              | Åsbo, Östergötland  |       | 58.239774, 15.100820 | 10054301610001 | Ladda upp en bild av detta fornminne |
| Åsbo 163:1                 | Stensättning                |              | Åsbo, Östergötland  |       | 58.173208, 15.208324 | 10054301630001 | Ladda upp en bild av detta fornminne |
| Åsbo 164:1                 | Hällristning                |              | Åsbo, Östergötland  |       | 58.205013, 15.164277 | 10054301640001 | Ladda upp en bild av detta fornminne |
| Åsbo 166:1                 | Stensättning                |              | Åsbo, Östergötland  |       | 58.199949, 15.179004 | 10054301660001 | Ladda upp en bild av detta fornminne |
| Åsbo 168:1                 | Hällristning                |              | Åsbo, Östergötland  |       | 58.202666, 15.176217 | 10054301680001 | Ladda upp en bild av detta fornminne |
| Åsbo 180:1                 | Stensättning                |              | Åsbo, Östergötland  |       | 58.271999, 15.113210 | 10054301800001 | Ladda upp en bild av detta fornminne |
| Åsbo 181:1                 | Stensättning                |              | Åsbo, Östergötland  |       | 58.270860, 15.119645 | 10054301810001 | Ladda upp en bild av detta fornminne |
| Åsbo 183:1                 | Hällristning                |              | Åsbo, Östergötland  |       | 58.241726, 15.129475 | 10054301830001 | Ladda upp en bild av detta fornminne |
| Åsbo 184:1                 | Stensättning                |              | Åsbo, Östergötland  |       | 58.240091, 15.190804 | 10054301840001 | Ladda upp en bild av detta fornminne |
| Åsbo 189:1                 | Hällristning                |              | Åsbo, Östergötland  |       | 58.243997, 15.118175 | 10054301890001 | Ladda upp en bild av detta fornminne |
| Åsbo 191:1                 | Hällristning                |              | Åsbo, Östergötland  |       | 58.237873, 15.115064 | 10054301910001 | Ladda upp en bild av detta fornminne |
| Åsbo 196:1                 | Stensättning                |              | Åsbo, Östergötland  |       | 58.240835, 15.130660 | 10054301960001 | Ladda upp en bild av detta fornminne |
| Åsbo 197:1                 | Stensättning                |              | Åsbo, Östergötland  |       | 58.229630, 15.127717 | 10054301970001 | Ladda upp en bild av detta fornminne |
| Skogelund (Åsbo 214)       | Lägenhetsbebyggelse         |              | Åsbo, Östergötland  |       | 58.168712, 15.230231 | 12000000023131 | Ladda upp en bild av detta fornminne |
| Åsbo 221                   | Stensättning                |              | Åsbo, Östergötland  |       | 58.165438, 15.238787 | 12000000023229 | Ladda upp en bild av detta fornminne |
| Berget (Åsbo 287)          | Lägenhetsbebyggelse         |              | Åsbo, Östergötland  |       | 58.189337, 15.212653 | 12000000023900 | Ladda upp en bild av detta fornminne |